# Аана
Аана (самоан. A'ana) — адміністративний округ Самоа. Розташований в західній частині острова Уполу, є невеликий ексклав (село Сатуїмалуфілуфі), оточений округом Аїга-і-ле-Таї. Площа округу - 193 км², населення 21 769 чоловік  (2011 ). Адміністративний центр - село Леулумоега.
Верховний титул Аани називається Туї Аана. Титул присуджується вождями Фалеоно (Будинок шести) в Леулумоєзі. Традиційний парламент Аани - Фале Аана, який засідає в Нофоалії або Леулумоезі.
Історично, до тонганського вторгнення, округ Аана був одним з домінуючих в Самоа.
Під час тонганської окупації Аана і Атуа втратили свій вплив. Однак після вигнання тонганців вплив було відновлено. Остаточно позиції Аана були втрачені в XIX столітті.